# Valea Ursului
Valea Ursului is een Roemeense gemeente in het district Neamț.
Valea Ursului telt 4148 inwoners.